# Deuxième circonscription d'Alem Gena
La deuxième circonscription d'Alem Gena est une des 177 circonscriptions législatives de l'État fédéré Oromia, elle se situe dans la Zone Sud-ouest Shoa. Son représentant actuel est Takele Weldegebrel Beru.